# Citharoides
Citharoides is een geslacht van straalvinnige vissen uit de familie van cithariden (Citharidae). Het geslacht is voor het eerst wetenschappelijk beschreven in 1915 door Hubbs.

## Soorten
- Citharoides axillaris (Fowler, 1934)
- Citharoides macrolepidotus Hubbs, 1915
- Citharoides macrolepis (Gilchrist, 1904)
- Citharoides orbitalis Hoshino, 2000